# Aghalee
Aghalee (Achadh Lí in gaelico irlandese) è una cittadina dell'Irlanda del Nord, situata nella contea di Antrim.